# Годзилла (мультсериал, 1998)
«Годзилла»  (англ. Godzilla: The Series) — мультипликационный сериал, созданный Adelaide Productions в сотрудничестве с японской киностудией TOHO, являющийся сиквелом фильма «Годзилла» 1998 года.

## Сюжет
Сюжет разворачивается с окончания фильма 1998 года — «Зилла» сын Бога, названый в его честь. Годжира - самец того же вида, что и Годзилла. Доктор Ник Татополос предупреждает военных о том, что несколько яиц, отложенных Годзиллой, могли уцелеть. Одно яйцо уцелело, и из него вылупляется детёныш. Маленький Годзилла быстро растёт и достигает крупных размеров.

## Главные персонажи
Члены H.E.A.T.
H.E.A.T. (Humanitarian Environmental Analysis Team) — команда, занимающаяся изучением странных явлений и необычных существ, возглавляемая Ником Татопулосом.
- Ник Татопулос — биолог, лидер команды H.E.A.T. и приёмный «отец» Годзиллы. Защищает Годзиллу от военных. Озвучен Яном Зерингом.
- Рэнди Эрнандес — помощник Ника. Защитник Годзиллы. Любит флиртовать с Моник, однако при этом всегда оказывается в глупых ситуациях. Хакер. Озвучен Рино Романо.
- Моник Дюпре — секретный агент и член французского спецподразделения. Была послана Филиппом Рошем для убийства Годзиллы, но затем встала на сторону его защитников. Выполняет стратегические задания по назначениям Ника. Умеет хорошо драться и обращаться с оружием. Озвучена Бриджитт Бако.
- Доктор Мендель Крэйвен — инженер, химик и кибернетик. Труслив. Много ворчит и всегда простужен. Влюблён в Элси. Первоначально очень боялся Годзиллы, однако потом стал считать его своим союзником. Озвучен Малкольмом Дэнэр.
- NIGEL (Найджел) (Next millennium Intelligence Gathering Electronic Liaison) — робот, созданный Крэйвеном. Был перепрограммирован Рэнди, в результате чего робот иногда произносит разные смешные фразы.
- Доктор Элси Чапман — палеонтолог. Специализируется в этологии. Первоначально была влюблена в Ника, и в первой серии открыто это демонстрировала, но потом заинтересовалась Крэйвеном. Озвучена Чарити Джеймс.
- Годзилла — В отличие от своего родителя имеет способность выпускать зелёно-желтое пламя. В связи с тем, что первым живым существом, увиденным им при рождении, был Ник, в дальнейшем думает, что он — его папа. Ник может частично управлять Годзиллой с помощью команд, используя его в качестве оружия против других монстров.

Персонажи, не являющиеся членами H.E.A.T.
- Майор Энтони Хикс — военный майор, изначально хотевший убить Годзиллу, но в дальнейшем создавший благоприятные условия для его выживания. Озвучен Кевином Данном.
- Одри Тиммонс — репортёр; бывшая возлюбленная Нико. Рассталась с Нико до событий фильма, но в мультсериале снова с ним воссоединилась. Всегда пытается сделать хороший репортаж, но при этом мешает работе H.E.A.T. Озвучена Пайджэт Брэвстер.
- Виктор «Зверь» Палотти — оператор и партнёр Одри по работе. Озвучен Джо Пантолейно.
- Филип Рош — лидер французского спецподразделения. Управлял убийством первого Годзиллы, а также руководил операцией по уничтожению Хамелеона. Озвучен Кейт Сзарабаджка.
- Камэрон Винтэр — бывший одногруппник Нико, биолог и кибернетик. Главный антагонист в мультсериале. Пытался подчинить Годзиллу с помощью контроллера нервной системы. Озвучен Дэвидом Ньюсомом.
- Дэйл, Билл и Хэнк — спортивные охотники, прибывшие в Нью-Йорк для охоты на Годзиллу и Гигантских крыс в серии «Cat and Mouse». В серии «Lizard Season» выясняется, что они были посажены в тюрьму. Были освобождены Камэроном Винтэром для охоты на Годзиллу, а затем снова арестованы. Являются пародиями на героев мультсериала «Царь горы». Озвучены Ронни Коксом.
- Тахионы — пришельцы из космоса, владеющие телепатией. Обладают шестью конечностями и выбрасывающейся шеей. Погибают при контакте с земной атмосферой. Способны зомбировать людей и животных. Как выяснилось в серии «Leviathan», Тахионы потерпели крушение на Земле в меловой период. Для защиты от динозавров они создали криптоклидов и рептилианцев. Главное отличие тахионов от землян — высший коллективный разум и общее сознание, позволяющие принимать одно решение и лучше работать, чем и объясняется их высокая технологическая развитость. Также Тахионы могут присоединять к высшему коллективному разуму других существ, в том числе и людей, используя для этого зоны мозга, которые люди обычно не используют. При этом люди сохраняют информацию, но не имеют осознания себя как личности. В трилогии «Война Монстров» Тахионы использовали земных монстров и военных, подключённых к высшему коллективному разуму, для разрушения крупных населённых пунктов и модифицировали первого Годзиллу в Кибер-Годзиллу. Были побеждены землянами.

## Список кайдзю
- Крустацеос Рекс/Ракообразный Рекс (Си-Рекс/Ри-Рекс) — гигантское ракообразное с огромной парой задних конечностей, напоминающих лапы плотоядного динозавра. Питается продуктами нефтяного происхождения и выделяет нечто похожее на смолу. Находится в симбиозе с гигантскими кальмарами. Появлялся в заставке к мультсериалу и во второй серии «Новая семья», а также в трилогии «Войны монстров», где был использован пришельцами для захвата Лондона, и в серии «S.C.A.L.E.», в которой содержался на острове Монстров. Является аналогом Эбиры из фильма «Годзилла против Морского Монстра». Частично прообразом Си-Рекса послужила Биолланте из фильма «Годзилла против Биолланте». Также этот монстр возможно стал прототипом для Титануса Сциллы из вселенной МонстрВёрс.
- Гигантские кальмары — крупные головоногие, находящие в симбиозе с Си-Рексом. Появлялись в обеих сериях «Новая семья». Прототипом является каракатица Гезора из фильма «Космическая амёба»
- Нанотехническое существо — колония микробов, способная менять форму, созданная для поглощения нефти. Появлялось в серии «Talkin' Trash». Аналог Хэдоры из фильма «Годзилла против Хэдоры».
- Эль Гюсано (Гусано) — мутировавший червь, способный расти до огромных размеров, появлявшийся в серии «D.O.A.» и был использован пришельцами для уничтожения Москвы в серии «Война Монстров». Возможные аналоги — личинка Мотры или Батры.
- Киберосы — киборги, внешне напоминающие ос, изобретённые Кэмероном Уинтером с целью зомбировать Годзиллу в серии «The Winter of Our Discontent»
- Гигантские крысы — крысы-мутанты, атаковавшие Нью-Йорк в серии «Cat and Mouse». Также появлялись в трилогии «Войны монстров». Чем-то напоминают Кловерфилда.
- Гигантские лобстеры — ракообразные-мутанты. Упоминались Элси в конце серии «Cat and Mouse».
- Криптоклид в некоторых переводах криптозавр, — гигантский контролируемый пришельцами плезиозавр. Как криптоклейд был идентифицирован Элси. В отличие от реального криптоклида имеет дополнительную пару конечностей, а также непропорционально большую голову. Два криптоклида появлялись в серии «Leviathan», где один из них был похоронен заживо обломками скалы, разрушенной Годзиллой. Выживший криптоклид появлялся в трилогии «Война монстров», где был использован пришельцами для разрушения Гонконга. Прообразом Криптоклида стал Титанозавр из фильма «Террор Мехагодзиллы».
- Рептилиане — существа, созданные пришельцами из ДНК динозавров для охраны космического корабля. Появлялись в серии «Leviathan». Похожи на чупакабру и первого Годзиллу из фильма 1998.
- Крэсклер — существо, созданное воображением горожанина Сиднея Валкера, впавшего в кому и натравив существо на всех тех, кого ненавидит. Питается разнообразной энергией. Атомный луч Годзиллы только делает его сильнее. Бьётся током подобно Габаре из фильма «Месть Годзиллы». Появлялось в серии «What Dreams May Come». Является прообразом Ирис — монстра рождённого гневом. А также строением тела похож на пришельца Орга - из фильма Годзилла 2000.
- Плотоядные растения — плотоядные лианы, мутировавшие в результате испытаний ядерного оружия в 50-х годах или мутировали благодаря опылению гигантских ос. Появляются в серии «Hive». Есть сходство с Биоланте.
- Гигантские пчёлы — пчёлы-мутанты из серии «Hive». Мутировали в результате переноса пыльцы с мутировавших плотоядных лиан. Контролируются гигантской Королевой Пчёл. Также Королева Пчёл была использована для разрушения Москвы в трилогии «Война монстров». Примерно такой монстр должен был быть появится в невышедшем сиквеле Годзилла 2, где был бы главным антагонистом фильма и носить имя «Королева Сука».
- Кетзалкотль/Кетцалькоатль — гигантская древняя птица, являющаяся переходным звеном между птицами и динозаврами, тело которой покрыто перьями, похожими на чешую. Похожа на арехоптерикса. Умеет летать и извергать огонь. Чрезвычайно развит родительский инстинкт. За раз откладывает три яйца, из которых вылупляются весьма крупные детёныши. Появлялась в серии «Bird of Paradise». Прототипом Кетцалькоатля является гигантский птерозавр Родан .Так же монстр имеет множество сходств с Огненной птицей из первого мультсериала о Годзилле.
- Ледяные грызуны — огромные млекопитающие, обитающие под льдами Антарктики. Имеют огромные резцы. Покрыты толстой шерстью. Могут буквально прожигать лёд благодаря быстрому метаболизму. Живут стадами. Появляются в серии «Freeze». Прообразом этих монстров стал морж Магума из фильма «Горас».
- Лох-Несское чудовище (Несси) — гигантский мозозавр, который в отличие от других монстров не является мутантом. Данный мозазавр является потомком мозазавров, переживших эпоху динозавров благодаря способности впадать в анабиоз. Имеет одного детёныша. Лох-Несские чудовища живут на дне озера Лох-Несс и всплывают на поверхность каждые двадцать лет для спаривания. Появляется в серии «DeadLoch». После того, как детёныш был похищен, вступила в схватку с Годзиллой, но затем вступила с ним в контакт. В итоге Годзилла помог спасти детёныша Чудовища. Несси из мультсериала почти идентична по внешнему виду дракону Манде из франшизы о японском Годзилле.
- Малыш Несси — детёныш Лох-Несского чудовища. Появляется в серии «DeadLoch».
- Кибер-йети — гигантский обезьяноподобный робот, созданный японским учёным Юико Ифукубе. Прообразом является Механический Кинг-Конг, он же Механи-Конг из фильма «Побег Кинг-Конга». Появлялся в серии «Competition». Объединился с Годзиллой для сражения с Королевской Коброй.
- Королевская Кобра — гигантская змея-мутант. Способна выстреливать из ядовитых зубов жидкой вязкой субстанцией — видоизменённым ядом. Появлялась в серии «Competition», также была использована для разрушения Парижа в серии «Война монстров», после чего была одним из монстров на острове Монстров в серии «S.C.A.L.E.». Прообразом является Гарашарп.
- Гигантская летучая мышь — летучая мышь-мутант, появившаяся в Нигерии в первой части «Войны монстров». Затем во второй части была использована пришельцами вместе с Королевской Коброй для уничтожения Парижа, в частности для разрушения Эйфелевой башни. В третьей части вышла из под контроля и сбила с помощью эхолокации несколько космических кораблей пришельцев. Также появлялась в серии «S.C.A.L.E.», где была убита Годзиллой. В качестве основного оружия использовала эхолокацию, с помощью которой могла разбивать стёкла, разрушать здания и сбивать летательные аппараты. Безусловным прототипом летучей мыши стал Гяос из фильма «Гамера против Гяоса».
- Кибер-Годзилла — первый Годзилла, убитый военными в конце фильма 1998 года. Был воскрешён пришельцами и превращён в киборга. Половина конечностей была заменена титановыми протезами. Был наделён способностью извергать атомный луч синего цвета, на нём также была звуковая установка, которая была предназначена для некоторых монстров, а также ракетными установками, закреплёнными на пластинах. Вместо мозга имеет сложный компьютер. Управляется пришельцами. Прообразом является Мехагодзилла из японских фильмов о Годзилле. Появился в трилогии «Война монстров», где был использован для уничтожения Токио.
- Гигантские термиты — гигантские термиты, обнаруженные в амазонских дождевых лесах в серии «Bug Out». Представляют собой организованную колонию, возглавляемую огромной королевой. Термиты были придуманы на основе Космического легиона из фильма «Гамера 2: Нападение Космического легиона».
- Хамелеон — гибрид Годзиллы и хамелеона, созданный путём генетических экспериментов Кэмероном Уинтэром для уничтожения Годзиллы в серии «An Early Frost». Может менять цвет и становиться фактически невидимым. Невосприимчив к любому виду оружия, в том числе и к атомному лучу Годзиллы. Единственное оружие — специальное оружие, заставляющее его окаменеть, которое было создано французскими спецслужбами и изначально было рассчитано на Годзиллу. Прообразом является Орга, а также другие клоны Годзиллы из японской франшизы.
- Бактерия — гигантская мутировавшая бактерия из серии «What a Long, Strange Trip It’s Been». Возможным прототипом является Шокилас из фильма «Годзилла».
- Гигантские пауки-мутанты — огромные пауки с Канарских остров, атаковавшие военную базу в серии «Web Site». Прообразом королевы пауков является Спиго или Кумонга из японскиз фильмов. Возможно послужили прототипом для Матерь Долгоножек и Титануса Сциллы из вселенной МонстрВёрс.
- Ледяной Манта — мутировавший манта. Умеет летать. Имеет ледяное дыхание. Первоначально задумывался как мутировавшая птица. Появлялся в серии «Wedding Bells Blew». Позаимствован из мультсериала «The Godzilla Power Hour» 1981 года. Остановлен Годзиллой и командой Таттопулуса. Способность ледяного дыхания взята у Баругона из фильма «Гамера против Баругона», а внешний вид очень напоминает Дагару из «Мотры 2».
- Техночувствитель — странное существо непонятого происхождения, поглощающее электроприборы и делающее их частью себя. Появлялось в серии «Juggernaut», где было уничтожено Ником и Крейвеном.
- Серебряная Гидора — существо непонятного происхождения, обитающее в заброшенной шахте. Имеет восемь пар глаз. Стреляет быстрозастывающей субстанцией из ротового отверстия. Появлялось в серии «Shafted».
- Изменяющееся ДНК — субстанция биологического происхождения, являющаяся результатом незаконных экспериментов, обнаруженная в джунглях в затерянной лаборатории в серии «Trust No One». Может менять структуру своих молекул ДНК, тем самым принимая облик существа, о строении ДНК которого она имеет информацию. Принимало вид собаки, рыбы, птицы. пчелы, крокодила. анаконды, Моник, Элси, Крейвена и Годзиллы. Возможный прототип — Орги из фильма «Годзилла: Миллениум».
- Уничтожители Ящериц — оружие, нацеленное на уничтожение Годзиллы из серии «Lizard Season». Создано Кэмероном Винтером. Является аналогом оружием против Годзиллы из японских фильмов.
- Болотное чудовище/Дух Болота — монстр непонятного происхождения, способный стрелять грязью. Появлялся в серии «The Ballard of Gens Du Marais». Частично прообразом монстра стал Мегалон из фильма «Годзилла против Мегалона».
- Огненный монстр — существо красного цвета (возможно, членистоногое), похожее на креветку. Способно окружать себя пламенным кольцом. Появлялось в серии «Ring of Fire». Похожий монстр появлялся в фильме «Уничтожить всех монстров».
- Норззак (живая статуя) — странный гигантский робот непонятного (возможно, инопланетного) происхождения, похожее на крылатого сфинкса, способное извергать огонь и создавать песчаные бури с помощью вращающихся крыльев. Был найден археологами в песках Саудовской Аравии. Невосприимчив к атомному лучу Годзиллы и к любому виду оружия. Появлялся в серии «Protector». В конце концов благодаря деятельности H.E.A.T. заржавел и перестал действовать. Аналог Кинг Сизара из фильма «Годзилла против Мехагодзиллы».
- Гигантский мутировавший колибри — огромный колибри, атаковавший Сан-Франциско в серии «Vision». Мутировал из-за ядовитых отходов в джунглях. Способен создавать миражный эффект крыльями, что усложняло Годзилле с ним сражаться. Появлялся в серии «Vision». Был обездвижен Годзиллой в специальных защитных очках. Прообразом является гигантский кондор из фильма «Годзилла против морского монстра».
- Медуза — мутировавший анемон, содержавшийся в передвижном цирке-шапито «Мутанто

мания» в серии «Freak Show». Вырвавшись на свободу, стал обезвоживать людей. Маловосприимчив к ранам, нанесённым Годзиллой. Имеет образования, видимо, являющиеся глазом и ротовым отверстием. Был пойман военными и командой Таттопулуса. Прообразом является Биолланте.
- Гигантский Ядозуб — ядозуб — мутант, содержавшийся в цирке «Мутантмания». Серого цвета с жёлтыми пятнами и бородавками на кончике хвоста. Короткие конечности. Красные глаза. Два острых клыка, торчащих из нижней челюсти. Был показан на экране монитора в серии «Freak Show».
- Меганожка/Гигантская цикада — огромная цикада, атаковавшая Иллинойс в серии «Metamorphosis». Долгое время находившаяся в состоянии гусеницы — Меганожки, похожей на многоножку, после чего превратилась в летающую Гигантскую Цикаду. Цикада забралась на вышку и своим стрекотанием, издаваемым благодаря крыльям, мешала работе радаров и антенн. Обезврежена благодаря строительной смеси, склеившей её крылья. Прототипом является Мотра.
- Саяяго/Первая волна — гигантский скорпион, выведенный специальным военным подразделением «First Wave» в серии «Where Is Thy Sting?». Скорпион, похожий на Саяяго, также находился в цирке «Мутантмания» в серии «Freak Show», но это не Первая волна, учитывая размеры и смерть Саяяго. Есть предположение, что это третья волна.
- Вторая волна — миниатюрные варианты Саяяго в серии «Where Is Thy Sting?».
- Гигантский скорпион — скорпион, с головой, напоминающей человеческий череп. Приснился Рэнди в серии «Where Is Thy Sting?». Возможный аналог Габары из фильма «Месть Годзиллы».
- Арлималлария — мутировавший гриб с длинными толстыми отрастающими щупальцами, обнаруженный в Мичигане в серии «Underground Movement».
- Шревстер (гигантская землеройка, крысмерч) — землеройка-мутант, появившаяся в результате взрыва на теостанции. Имеет способность существовать внутри урагана. Появлялась в серии «Twister». Также появлялась в небольшой сценке в серии «Cash of the Titans», где дралась с гигантской многоножкой.
- Скиитэра/Жужжалка — гигантский комар-мутант. Появился в Маями. Способен обезвоживать врагов, выпивая их кровь и при этом перенимая их способности и комбинировать их. Например, выпив кровь Годзиллы, Жужжалка стала способна стрелять атомными шарами, а выпив кровь Летучей Мыши и Королевской Кобры, стала способна одновременно выстреливать огненный яд и наносить тяжёлые удары. Но способности, перенятые у других монстров, со временем обезвоживали Жужжалку. Жужжалка — один из четырёх монстров, доставленных на остров Монстров в серии «S.C.A.L.E.». Убит, будучи столкнут Годзиллой на трансформаторную станцию.
- Кишечнополостное-мутант — странное оранжевое водоплавающее существо из серии «Future Shock», похожее на членистоногое. Стреляет зелноватой слизью, которая ещё более токсична, чем радиоактивные отходы.
- D.R.A.G.M.A. (сокращение от Democratic Resurgence Against a Global Mechanized Armageddon, рус. Демократический ренессанс аннулирует глобальный машинный армагеддон) — четвероногие летающие ящеры, выведенные для уничтожения человечества в серии «Future Shock». Внешне похожи на зелёных хасмозавров с крыльями на спине. Также имеют сходство с хищниками из будущего из сериала «Портал юрского периода». Первоначально существа были встречены Ником и его командой в будущем в развившимся состоянии, а затем были уничтожены при нахождении на ранних стадиях развития по прибытии обратно в настоящее.
- Гигантская Черепаха — огромная черепаха-мутант, обнаруженный Нико и Одри во время круиза на Аляске в серии «The End of Line». Устойчив к атомному лучу Годзиллы. По сути дела это Камоэбас из фильма «Йог: Монстр из космоса» 1970 года, только с булавой на хвосте и головой Гамеры. Возможный аналог Ангируса. Возможно погиб, упав в расщелину.
- Комодитракс (Коми, «Невеста Годзиллы») — гигантский комодский варан из серии «The End of Line», живущий в тёплой гейзерной долина на Аляске. Подобно Годзилле и другим рептилиям-мутантам из мультсериала размножается самооплодотворением, но откладывает за раз только одно яйцо. Может передвигаться как на двух, так и на четырёх конечностях. Основным прообразом является Горозавр и Варан. Главный враг Коми — Гигантская Черепаха. Во время первой встречи с Годзиллой, который учуял начало течки у Коми, исполнял брачный танец. Годзилла помог Коми построить гнездо для откладки яйца, отгоняя всех, кто приближался близко, в том числе и Ника, который понял, что Годзилла «влюбился». Коми вместе с яйцом была утянута за собой падающим в расщелину Черепахой. На ранних эскизах её образ был приближен к Годзилле.
- Не вылупившиеся яйцо Комодитракс — это яйцо Комодитракс, которое так и не вылупилось.
- Молох — гигантская, покрытая шипами, ящерица-мутант похожая на молоха из серии «Area 51». Стреляет ядовитыми шипами. Обитает на Зоне 51. Прототипом является Джайгер из фильма «Гамера против Джайгера».
- Гигантский броненосец — броненосец-мутант из серии «Area 51». Обитает на Зоне 51. Мутировал из-за радиоактивных отходов. Может сворачиваться в клубок. Аналог Ангируса.
- Пустынная ящерица — рептилия-мутант из серии «Area 51». Содержалась и изучалась на Зоне 51. Мутировала из-за ядовитых отходов. Возможный аналог —Барагон.
- Пустынная крыса — шестилапый грызун из серии «Area 51», мутировавший из-за ядовитых отходов. Содержался на Зоне 51.
- Рыба-жаба — мутировавшая рыба-жаба из серии «Tourist Trap». Прототипом является Зигра из фильма «Гамера против Зигры».
- Гигантский жук — насекомое-мутант, способное выделять газ. Стреляет ядовитой жидкостью. Появлялся в серии «Cash of the Titans».
- Ринозавр — огромный носорог, выведенный компанией Кэмерона Винтэра для битвы с Годзиллой на арене в серии «Cash of the Titans». В итоге был побеждён Годзиллой. Основан на Барагоне из японских фильмов.
- Летающий Гайган — странное летающее существо, появлявшееся в заставке. Также Летающего Гайгана можно увидеть на одном из первых промоизображений к мультсериалу. Имя позаимствовано у Гайгана — монстра-киборга из японских фильмов про Годзиллу.
- Гус — гигантский красный паук, задействованный в заставке. Основан на монстре-пауке Спиго (Кумонга) из фильмов о Японском Годзилле.
- Червь-Манда — крупный зелёный червь-мутант с характерными торчащими из ротового отверстия клыками. Основан на морском драконе Манде из фильма «Атрагон: Летающая суперсубмарина».
- Мегалон — зелёный, похожий на минотавра монстр из заставки. Основан на одноимённом киборге из фильма «Годзилла против Мегалона».
- Ангирус — монстр, изначально задуманный как мутант, так и не появившийся в мультсериале. Основан на одноимённом монстре из фильмов о японском Годзилле.
- Биолланте — монстр с большим спинным гребнем и множеством щупалец. Так и не появился в мультсериале. Основан на одноимённом монстре из фильма «Годзилла против Биолланте».
- Габара — динозавроподобный монстр в двумя ротовыми отверстиями. Не появился в мультсериале. Имя позаимствовано у оригинальной Габары.
- Могера — странное существо, которое, как и большинство других монстров не появилось в мультсериале. Частично основано на одноимённом гигантском роботе из фильмов о Японском Годзилле.

## Русский дубляж
Дубляж выполнен по заказу телеканала СТС

## Список серий

### Первый сезон
| Номер | Название                     | Дата премьеры | Описание |
| ----- | ---------------------------- | ------------- | --- |
| 1     | New Family, Part 1           | 9/12/98       | Ник обнаруживает одно уцелевшее яйцо, из которого вылупляется детёныш. Он обнюхивает и лижет Татопулоса, а затем убегает. Татопулос вместе с палеонтологом Элси Чампмэн и кибернетиком Менделем Крейвеном возвращается в свою лабораторию, находяющуюся близ залива. Там они встречают студента-работника лаборатории и помощника Ника — Рэнди Эрнандес. Вместе с помощью Найджела — робота, созданного Крейвеном — они оборудуют ловушку для детёныша Годзиллы. Вскоре из залива появляется Годзилла, но значительно подросший и успевший обзавестись шипами на спине. Он ломает ловушку и пытается съесть Таттопулуса, но обнюхав его и узнав знакомый запах, он не решился его есть и стал подчиняться его командам. Через некоторое время прибывает репортёр и девушка Ника Одри Тиммондс, которая ревнует Ника к Элси. Но, увидев Годзиллу она решила сделать про него репортаж, но Годзилла нападает на неё. Таттопулус вовремя останавливает Годзиллу. Но тут появляются военные, пытающие убить Годзиллу. Годзилла выпускает из пасти огненный луч и по команде Таттопулуса бежит к воде. В Годзиллу выпускают самонаводящиеся ракеты, после чего его теряют из виду. Все думают, что Годзилла мёртв. Вскоре появляется ещё одно заинтересованное происходящим лицо — Моник Дьюпре. |
| 2     | New Family, Part 2           | 9/19/98       | Элси и Крэйвен отправляются на Ямайку, где происходят странные вещи. Таттопулус, Моник, Рэнди и Одри со своим оператором прибывают туда. Выясняется, что виновником странных инцидентов на Ямайке являются огромные кальмары, находящиеся в симбиозе с огромным ракообразным-мутантом — Си-Рексом. Си-Рекс загоняет команду Таттопулуса в угол, но из океана появляется оправившийся от ран Годзилла и побеждает Си-Рекса, а затем вытаскивает из океана затонувшие суда. Таттопулус уговаривает военных пощадить Годзиллу. |
| 3     | D.O.A.                       | 9/26/98       | В Центральной Америке появляется Эль Гюсано. Генерал Албондига испытывает биологическое оружие, в результате чего Эль Гюсано растёт и крепнет, а Годзилла оказывается отравлен. Крэйвену удаётся излечить Годзиллу, который в свою очередь побеждает Эль Гюсано. |
| 4     | Talkin' Trash                | 10/3/98       | В результате исследований в области нанотехнологий появляется существо бактериального происхождения, питающееся продуктами нефтяного происхождения. Пожирая всё больше и больше нефти нанотехническое существо растёт и начинает угражать экологии Манхэттена. H.E.A.T. и Годзилла находят способ с ним бороться. |
| 5     | The Winter of Our Discontent | 10/10/98      | Бывший одноклассник Нико Камерон Винтер создаёт и тестирует насекомообразных киборгов и контроллеры нервной системы. В качестве прикрытия он предлагает Нико работу. Кибер-Осы помещают контролер Годзилле в ушную раковину и Винтер получает полный контроль над мозгом Годзиллы. Камерон направляет Годзиллу на базу подводных лодок. Однако H.E.A.T. удаётся разрушить планы Камерона. |
| 6     | Cat and Mouse                | 10/31/98      | В Нью-Йорке появляются гигантские крысы. Дэйл, Билл и Хэнк прибывают в Нью-Йорк и решают поохотиться на мутантов, но в результате они вместе с Одри, Энималом и H.E.A.T. оказываются в логове крыс. Части H.E.A.T. удаётся выбраться. Годзилла начинает защищать свою охотничью территорию и прорывает тоннель к бухте, в результате чего гигантские грызуны оказываются под водой. |
| 7     | What Dreams May Come         | 11/7/98       | На Манхэттене начинает странным появляться и исчезать странное существо — Крэсклер. Годзилла оказывается малоэффективным в борьбе с ним, а атомный луч делает Крэсклера только сильнее. H.E.A.T. выясняют, что оно связано с человеком по имени Сидней Вэлкер. В результате сильных стрессов во сне он подсознательно вызывает монстра и направляет его в те места, которые связаны с его стрессами. Элси и Рэнди проникают в центр, где обнаруживают находящегося в коме Вэлкера, заставляют его очнуться и дать выход стрессу наружу, в результате чего монстр исчезает. |
| 8     | Leviathan                    | 11/14/98      | Ксенобиолог Александр Прелорэн обнаруживает на дне океана древний космический корабль Тахионов и пропадает. H.E.A.T. снаряжает экспедицию. Они сталкиваются с криптоклидами и рептилианцами, охраняющими корабль. Они сталкиваются с Тахионами, желающими подать сигнал на родную планету для начала вторжения. Благодаря Крэйвену героям удаётся вырваться с корабля. Корабль был уничтожен. Годзилла расправляется с криптоклидами. Но двое Тахионов проникают в тела ксенобиологов и выживают. |
| 9     | Hive                         | 11/21/98      | H.E.A.T. прибывают в джунгли Санта Марты, где проявляются плотоядные растения и гигантские пчёлы, которые создают улей. Годзилла вступает в битву с Королевой пчёл. Однако начинается извержение вулкана, и герои пытаются спастись. |
| 10    | Bird of Paradise             | 12/5/98       | В Мексике в древней пирамиде, построенной ацтеками пробуждается огнедышащее чудовище Кветцалкотла. H.E.A.T. помогает Колен — орнитолог и бывший жених Элси. Кетцалькоатль защищает своё гнездо. Однако Годзилле удаётся справиться с Кветцалкотлем и его птенцами. |
| 11    | DeadLoch                     | 2/6/99        | H.E.A.T. отправляется в Шотландию к озеру Лох-Несс, где разбушевался легендарное чудовище. Годзилла противостоит Лох-Несскому чудовищу. Оказывается, что виной всему оказывается доктор Хай Тейлор, похитивший детёныша монстра. Но Годзилла освобождает детёныша, который вместе с родителем уходит обратно в глубины острова. |
| 12    | Monster Wars, Part 1         | 2/13/99       | Команда отправляется Нигерию, где появляется гигантская летучая мышь. Тем временем выжившие Тахионы оборудуют «точку Омега», созданную для контролирования мутантов, что входит в их планы по захвату Земли. |
| 13    | Monster Wars, Part 2         | 2/20/99       | Пришельцы обосновались на острове Del Diablo в тихом океане. Они собирают армию из зомбированных солдат майора Хикса и монстров для разрушения крупных населённых пунктов. В армию входят Гигантская летучая мышь, Си-Рекс, Гигантская крыса, Эль Гюсано, Королева пчёл, Королевская Кобра, Кибер-Зилла и Годзилла. Также им удаётся похитить Элси и отправить сигнал о начале вторжения на родную планету. Тем временем герои проникают на остров… |
| 14    | Monster Wars, Part 3         | 2/27/99       | Космические корабли Тахионов вторгаются на Землю и убивают мутантов. Тахионы Элси удаётся узнать тайны пришельцев. Летучая мышь выходит из под контроля и уничтожает корабли пришельцев, а Годзилла расправляется с Кибер-Зиллой. С пришельцами покончено. Уцелевших мутантов переправляют на остров на остров Del Diablo, где создаётся институт по их изучению. |
| 15    | Competition                  | 3/6/99        | В Японии появляется гигантская Королевская Кобра. Японские учёные тестируют Робо-Йети. Годзиллу ослепил яд Кобры, в связи с чем ему придётся объединить силы с Йети. |
| 16    | Freeze                       | 3/13/99       | H.E.A.T. вместе с другой исследовательской группой отправляются в Антарктиду для исследования Ледяных Грызунов. Однако им приходится сражаться не только с чудовищами, но и с ещё одной враждебно настроенной группой… |
| 17    | Bug Out                      | 3/20/99       | Годзилла в ярости. Отношения Одри и Нико на грани разрыва. Помимо того героям предстоит отправиться в джунгли Амазонии, где находится колония гигантских термитов. H.E.A.T. придётся противостоять насекомым прежде, чем те уничтожат лес… |
| 18    | Web Site                     | 5/1/99        | Секретную базу на Канарах атакуют пауки. Пока H.E.A.T. ищет оружие, пауков становится больше. Оказывается, что за нашествием стоит гигантская самка, воспроизводящая всё новых и новых особей. Также в происходящее неожиданно вмешивается Годзилла. |
| 19    | An Early Frost               | 5/8/99        | Камерон Винтер скрестил клетки Годзиллы и хамелеона, в результате чего создал ужасное подобие Годзиллы, способное менять цвет. Первым делом Винтер планирует с помощью хамелеона уничтожить Годзиллу, но на его пути снова встаём H.E.A.T., а также французское сопротивление… |
| 20    | Trust No One                 | 7/31/99       | В амазонских джунглях обнаружена лаборатория, в которой находится результат биологических экспериментов — разумная субстанция, способная принимать форму различных изученных живых существ, в том числе и членов команды H.E.A.T.. Теперь команде Ника Таттопулоуса придётся не только противостоять разнообразным чудовищам, но и пытаться разобраться кто из них «поддельный»… |
| 21    | Juggernaut                   | 8/14/99       | На Землю попадает странное существо, поглощающее и берущее под контроль всё, что содержит электронику, и растёт до огромных размеров. H.E.A.T. придётся остановить это «электрическое безумие», пока оно не завладела ядерной боеголовкой. |

### Второй сезон
| Номер | Название                            | Дата премьеры | Описание |
| ----- | ----------------------------------- | ------------- | --- |
| 1/22  | Future Shock                        | 9/18/99       | Отправившись на очередную миссию H.E.A.T. странным образом попадает в апокалиптическое будущее, где люди практически истреблены жуткими чудовищами, называемыми D.R.A.G.M.A.. Героям предстоит вернуться назад в своё время, чтобы предотвратить гибель человечества… |
| 2/23  | Cash of the Titans                  | 9/25/99       | Пока штаб H.E.A.T. атакует гигантский водяной жук, кто-то похищает Годзиллу, который должен стать частью грандиозного шоу, в котором главное место занимают битвы монстров. Но Ника и Элси застают врасплох и они оказываются на арене вместе с разъярёнными чудовищами. Так что на этот раз Одри и Энималу придётся спасать Годзиллу и H.E.A.T… |
| 3/24  | S.C.A.L.E.                          | 10/2/99       | Остров Монстров, где находится институт по изучению мутантов, был атакован группой враждебно настроенных захватчиков, именующих себя «S.C.A.L.E.» (Servants of Creatures Arriving Late to Earth) и пропагандирующие охрану природы и освобождение монстров, которых держат на острове. Они взламывают охранную систему острова, и Си-Рекс, Королевская Кобра, Гигантская Летучая Мышь и гигантский комар Скиитэра оказываются на свободе. Начинается настоящий хаос, в который вмешиваются H.E.A.T. и Годзилла… |
| 4/25  | Protector                           | 10/9/99       | В Саудовской Аравии археологи раскапывают огромную металлическую статую времён Древнего Египта, напоминающую крылатого сфинкса. Неожиданно статуя приходит в движение и начинает летать, извергать огонь и нападать на людей. В это вмешивается команда Ника Таттопулуса, но они ничего не могут сделать. Вскоре им на помощь приходит Годзилла, но и он оказывается бессильным перед Норззаком… |
| 5/26  | Freak Show                          | 12/11/99      | На Манхэттен прибывает цирк Тобиаса Винсона «Мутант-Мания», содержащий всевозможных мутантов. В один прекрасный момент один из мутантов — гигантский морской анемон Медуза — сбегает из цирка и начинает поглощать воду из всевозможных источников, в том числе и людей, становясь больше и сильнее. Героям предстоит остановить Медузу, пока она не обезводила всю планету. |
| 6/27  | End of the Line                     | 12/18/99      | Во время круиза по Аляске Ник и Одри оказываются на необитаемом острове. Вскоре оказывается, что остров не так уж и необитаем — здесь обитают Гигантская Черепаха и гигантский комодский варан Комодитракс. Когда H.E.A.T. обнаруживают Ника и Одри, Годзилла и Комодитракс начинают исполнять брачный танец. Комодитракс откладывает яйцо. Ник предполагает, что Комдитракс самооплодотворяется, а Годзилла «считает себя папой». Майор Хикс хочет уничтожить гнездо и ящеров. Помимо того Гигантская Черепаха совершает налёт на гнездо Комодитракс и похищает яйцо. Теперь двум «влюблённым» монстрам придётся вступить в борьбу с войсками и Черепахой… |
| 7/28  | What a Long, Strange Trip It’s Been | 1/15/00       | Годзилла инфицирован огромной мутировавшей бактерии Бациллиуса. H.E.A.T. предстоит вылечить Годзиллу, а заодно и предотвратить распространение бактерии… |
| 8/29  | Wedding Bells Blew                  | 1/22/00       | Элси очень злится из-за того, что родители не оценивают её заслуг перед человечеством, а радуются по таким пустякам, как свадьба её младшей сестры. Но неожиданно появившийся монстр, Ледяной Манта, даёт возможность Элси показать своим родителям, на что она способна… |
| 9/30  | Metamorphosis                       | 1/29/00       | На ранчо в Иллинойсе появилась гигантская многоножка. H.E.A.T. пытается остановить её, но выясняется, что меганожка — всего лишь личинка чудовищной цикады-мутанта, в которую она и превращается… |
| 10/31 | Area 51                             | 2/5/00        | На зоне 51, где якобы проводятся исследования внеземных существ, на самом деле находится центр по изучению мутантов, появившихся в результате проводившихся здесь в 50-х годах испытаний ядерного оружия, которые и породили слухи об инопланетянах. Но один из мутантов — молох — сбежал. Команде вместе с доком Кэндэс Крик придётся остановить чудовище, пока оно не вторглось в Лас-Вегас. |
| 11/32 | The Twister                         | 2/12/00       | На Манхэттен обрушивается странный смерч, который ведёт себя, как живой. Выясняется, что смерч был создан на метеорологической базе, а внутри смерча обитает гигантская мутировавшая землеройка. |
| 12/33 | Shafted                             | 2/19/00       | H.E.A.T. решили сократить дорогу, проехав через Блайт-Рок — шахтёрский город-призрак. 50 лет назад все жители этого города бесследно исчезли. Пытаясь помочь маленькой девочке найти своих братьев, H.E.A.T. спускаются в шахту, где сталкиваются с ожившими серебряными монстрами. |
| 13/34 | Where Is Thy Sting?                 | 2/26/00       | Годзилла устремляется в Нью-Мексико, где орудует гигантский скорпион Тс-ех-Го. Выясняется, что за этим стоят эксперименты старого друга майора Хикса — Колонела Таррингтона, желающего вырастить целую армию подобных тварей и использовать её в военных интересах… |
| 14/35 | Lizard Season                       | 3/11/00       | Старые друзья возвращаются: Камерон Винтер освобождает 3 заключённых, которые появлялись в серии «Cat and Mouse». Винтер предлагает им новые улучшенные «игрушки», чтобы уничтожить Годзиллу. Но благодаря H.E.A.T. все планы Винтера рушатся. |
| 15/36 | Underground Movement                | 4/1/00        | Команде H.E.A.T. предъявили иск на 50 миллионов за разрушения, нанесённые в ходе одной из операций по поимке очередного монстра в Майами. В это время огромный подземный гриб-паразит Арлималлария терроризирует окрестности Мичигана. |
| 16/37 | Ring of Fire                        | 4/22/00       | Во время бурения скважины на нефтяной буровой платформе на воле оказывается огненный монстр. После победы Годзиллы тело монстра тайно вывозят на материк, где во время случайного взрыва газа он воскресает. |
| 17/38 | Vision                              | 4/29/00       | На военный самолёт над Сан-Франциско нападает странное сияние. Во время повторного полёта выясняется, что это — огромные колибри-мутанты, видимые только при скорости в 500 км/ч. |
| 18/39 | The Ballard of Gens Du Marais       | -Nope         | В болотах Миссисипи появляется странное существо которое все называют Духом болота. Одри сообщает об этом Нику и он вместе командой отправляется на Миссисипи. Анализ тканей проведённый Элси показал наличие как животных так и растительных клеток. H.E.A.T выясняет что монстром может управлять рыбак Жён де Море. Вскоре монстр нападает на рыбный завод, а затем и на его владельца Диманджа. Монстр топит корабль Диманджа, но сам Димандж успевает улететь на вертолёте вместе с Одри. Димандж и Одри прилетают к его особняку куда приплывает и монстр и Годзилла начинает с ним бой. Димандж приказывает убить и монстра и Годзиллу, и направляет на них гранатомёт, но Одри толкает его и Димандж промахивается. Монстр сбивает вертолёт и он падает на землю. Ник вытаскивает Одри, а Жён де Море вытаскивает Диманджа. Монстр уплывает обратно в болото. Команда оборачивается и видит что Жён Де Море исчез. |
| 19/40 | Tourist Trap                        | -Nope         | Огромная рыба-монстр, случайно попавшая в бухту из глубин океана, нападает на корабли. H.E.A.T. планирует увести рыбу обратно, но им мешает Майло Сандерс — частный предприниматель, устраивающий экскурсии в самый разгар битвы монстров. |